# Siemianicki Grzbiet
Siemianicki Grzbiet – grzbiet (pasmo wzniesień) należący do Wzgórz Trzebnickich. Położony jest w Gminie Oborniki Śląskie, po wschodniej stronie miejscowości Siemianice. Obejmuje grupę nienazwanych wzniesień. Pośród nim można wymienić kotę z wierzchołkiem położonym na wysokości 205,1 m n.p.m. oraz wierzchołek położony na wysokości 214 m n.p.m. wskazany jako punkt widokowy, a wokół którego przebiegają szlaki turystyczne.

## Położenie i otoczenie
Pasmo jest częścią Wzgórz Trzebnickich, będących mezoregionem o identyfikatorze 318.44 (według regionalizacji fizycznogeograficznej opracowanej przez Jerzego Kondrackiego), należących do Wału Trzebnickiego (makroregion o indeksie 318.4). W ramach tych Wzgórz Trzebnickich wyróżnia się także mikroregion, obejmujący Siemianicki Grzbiet – Grzbiet Trzebnicki (mikroregion o indeksie 318.444), a pasmo leży w jego północno zachodniej części.
Pod względem podziału administracyjnego wzniesienie jest położone w Gminie Oborniki Śląskie, powiecie Trzebnickim, województwie Dolnośląskim, jednostka ewidencyjna Oborniki Śląskie – obszar wiejski, obręb Siemianice. Miejscowość Siemianice leży na zachód od pasma, miasto Oborniki Śląskie na południu.

## Charakterystyka
Siemianicki Grzbiet jest niewielkim grzbietem (pasmem) przebiegającym w układzie zbliżonym do południkowego. Po północno zachodniej stronie sąsiaduje z pasmem Baranki, w tym zamykającym to pasmo od południa wzgórzem Strzeżna, a po stronie południowej poprzez przełęcz „W polu” z masywem Grzybka oraz dalej na południowy wschód ze Żniwną Kopą oraz Kowalskimi Górami. Na południowym zachodzie za potokiem Strużnia wnosi się z kolei Bekasie Wzgórze, na w kierunku wschodnim za doliną Strugi rozpościerają się Kozie Czuby.
Wzniesienia wchodzące w skład Siemianickiego Grzbietu nie mają swoich nazw własnych. Pośród wyróżniających się można wymienić kotę z wierzchołkiem położonym na wysokości bezwzględnej o wartości 205,1 m n.p.m. oraz wierzchołek położony na wysokości 214 m n.p.m. wskazanym jako punkt widokowy, a wokół którego przebiegają szlaki turystyczne. Inne wierzchołki podają mapy historyczne: 208,2 m n.p.m., 194,0 m n.p.m., 197,0 m n.p.m., 206,5 m n.p.m., 184,6 m n.p.m.
Obszar ten zagospodarowany jest jako użytki rolne.